# Hipérbole

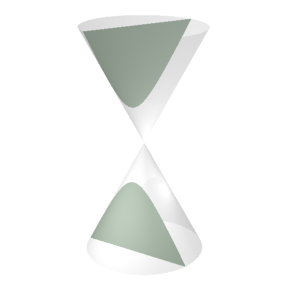
Hipérbole como seção cônica.

Em matemática, uma hipérbole é um tipo de seção cônica definida como a interseção entre uma superfície cônica circular regular e um plano que passa através das duas metades do cone, sem que este plano seja paralelo à linha oposta ao corte.
Hipérbole pode indicar toda a seção do corte, ou também apenas uma das duas curvas que a formam. As duas curvas são iguais, e são denominadas hipérboles opostas.
Ela também pode ser definida como o conjunto de todos os pontos coplanares para os quais a diferença das distâncias a dois pontos fixos (chamados de focos) é constante.
Para uma prova geométrica simples de que as duas caracterizações acima são equivalentes, veja esferas de Dandelin.
Algebricamente, uma hipérbole é uma curva no plano cartesiano definida por uma equação da forma
{\displaystyle Ax^{2}+Bxy+Cy^{2}+Dx+Ey+F=0}
tal que {\displaystyle B^{2}>4AC,} onde todos os coeficientes são reais, e onde mais de uma solução, definindo um par de pontos (x,y) na hipérbole, existe.

## Definições
Os vértices da hipérbole são os dois pontos, um de cada hipérbole oposta, mais próximos entre si. A reta que liga estes dois pontos se chama o eixo transverso da hipérbole. O centro da hipérbole é o ponto médio do segmento de reta que une os dois vértices.
A hipérbole também pode ser definida como o locus de pontos para os quais a razão das distâncias a um foco e a uma reta (chamada de diretriz) é uma constante maior ou igual a 1. Esta constante é considerada a excentricidade de hipérbole. Estes focos se encontram no eixo transversal e seu ponto médio é chamado de centro.
Uma hipérbole compreende duas curvas desconectadas, chamadas de "braços", que separam os focos. Conforme a distância dos pontos da hipérbole aos focos aumenta, a hipérbole começa a se aproximar de duas linhas, conhecidas como assíntotas.
Uma hipérbole possui a propriedade de que um raio, originando-se em um de seus focos, é refletido de tal forma que ele aparenta ter sido originado no outro foco.
Uma hipérbole ambigenal é uma das hipérboles triplas de segunda ordem, possuindo uma de suas quatro curvas infinitas aproximando-se com um ângulo com relação às assíntotas, e com a curva oposta se aproximando sem este ângulo.

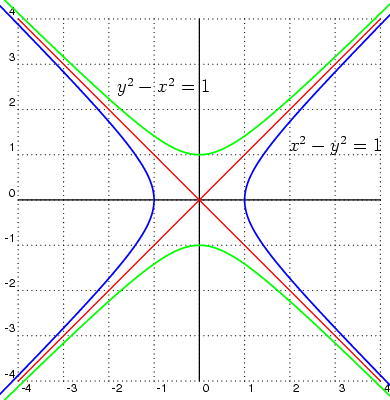
Hipérboles retangulares de unidade conjugadas

Um caso especial da hipérbole é a equilateral ou hipérbole retangular, na qual as assíntotas se intersectam em ângulos retos. A hipérbole retangular, com suas assíntotas coincidentes com os eixos coordenados, é dada pela equação xy=c, onde c é uma constante.
Assim como as funções seno e co-seno geram uma equação paramétrica para a elipse, as funções seno hiperbólico e co-seno hiperbólico também geram uma equação paramétrica para a hipérbole.
Se na equação da hipérbole invertermos as variáveis x e y, obteremos a hipérbole conjugada. Uma hipérbole e sua hipérbole conjugada possuem as mesmas assíntotas.

## Equações

### Cartesiana
Hipérbole de abertura leste-oeste:
{\displaystyle {\frac {\left(x-h\right)^{2}}{a^{2}}}-{\frac {\left(y-k\right)^{2}}{b^{2}}}=1}
Hipérbole de abertura norte-sul:
{\displaystyle {\frac {\left(y-k\right)^{2}}{a^{2}}}-{\frac {\left(x-h\right)^{2}}{b^{2}}}=1}
Em ambas as fórmulas (h,k) é o centro da hipérbole, a é o semieixo real (metade da distância entre os dois ramos), e b é o semieixo imaginário. Note que b pode ser maior que a.
A excentricidade é dada por
{\displaystyle e={\sqrt {1+{\frac {b^{2}}{a^{2}}}}}}     ou      {\displaystyle e={\frac {c}{a}}}
Para hipérboles retângulares com os eixo de coordenadas paralelos às suas assíntotas temos:
{\displaystyle (x-h)(y-k)=c}

### Polar
Hipérbole com abertura leste-oeste:
{\displaystyle r^{2}=a\sec 2t}
Hipérbole com abertura norte-sul:
{\displaystyle r^{2}=-a\sec 2t}
Hipérbole com abertura nordeste-sudoeste:
{\displaystyle r^{2}=a\csc 2t}
Em todas as fórmulas o centro está no pólo, e a é o semi-eixo maior e menor.

### Paramétrica
Hipérbole com abertura leste-oeste:
{\displaystyle x=a\sec \theta +h}
{\displaystyle y=b\tan \theta +k}
Hipérbole com abertura norte-sul:
{\displaystyle x=b\tan \theta +h}
{\displaystyle y=a\sec \theta +k}
Em ambas as fórmulas (h,k) é o centro da hipérbole, a é o semi-eixo maior, e b é o semi-eixo menor.
Outra maneira é através das funções hiperbólica senh e cosh.
Hipérbole com abertura leste-oeste:
{\displaystyle x=a\cosh \theta +h}
{\displaystyle y=b\sinh \theta +k}
Hipérbole com abertura norte-sul:
{\displaystyle x=b\cosh \theta +h}
{\displaystyle y=a\sinh \theta +k}
A diferença dessas duas maneiras é que a primeira é muito mais rápida (uma pequena variação do ângulo, produz uma grande variação nas coordenadas). Também, a primeira não está definida para {\displaystyle \pi /2} e {\displaystyle 3\pi /2}. O que conecta as duas maneiras de parametrizar são as equações abaixo:
{\displaystyle \cosh =\sec gd(\theta )}
{\displaystyle \sinh =\tan gd(\theta )}
Em que gd é a função gudermanniana.

## Aplicações
Um exemplo de aplicação da hipérbole é no sistema de navegação LORAN. Em um determinado caso, por exemplo, há pares de estações emitindo sinais, e a diferença de tempo na recepção de ambos pode ser utilizada para determinar a posição de um navio 

### Trissecção de um ângulo

Trissectando um ângulo (AOB) usando uma hipérbole de excentricidade 2 (curva amarela).

Um problema clássico na geometria de construções com régua e compasso é o da trissecção de um ângulo. Procura-se achar um método para que, dado um ângulo {\displaystyle \theta } qualquer e usando apenas um compasso e uma régua sem graduação, encontre-se um ângulo cuja medida seja {\displaystyle \theta /3}.
Apolônio de Perga, o autor da obra clássica As Cônicas, mostrou que uma seção cônica poderia ser usada para trissectar um ângulo arbitrário. O conjunto de pontos determinados pela cônica utilizada, no entanto, não pode ser determinado via construções com régua e compasso. A impossibilidade da resolução do problema da trissecção de um ângulo usando compasso e régua foi provada por Pierre Wantzel em 1837. 
Papo de Alexandria, por volta de 300 DC, usou a descoberta de Apolônio para trissectar um ângulo usando uma hipérbole, usando o método descrito a seguir. Dado um ângulo qualquer, desenha-se uma circunferência centrada no seu vértice O. Essa circunferência irá se intersectar com os dois lados do ângulo em pontos que chamaremos de A e B. Em seguida, desenha-se um segmento de reta entre A e B e uma reta l perpendicular ao segmento AB, passando por O. Constrói-se então uma hipérbole de excentricidade 2, tendo a reta r como diretriz e B como foco. Assim, dentre os pontos de interseção entre a hipérbole construída e a circunferência de centro O, escolhemos o mais distante de O e o chamamos de P. O ângulo POB terá medida de um terço do ângulo BOC. 